# عبد الرحمن بن جحدم الفهري
هو عبد الرحمن بن عتبة ابن إياس بن الحارث بن عبد أسد بن جحدم بن عمرو ابن عائش بن ضرب بن الحارث بن فهر تولى إمارة مصر من قبل عبد الله بن الزبير فدخلها في شعبان سنة أربع وستين هجرية. فأقر عابس بن سعيد على الشرط والقضاء. وقدم ابن جحدم بجمع كثير من الخوارج الذين كانوا مع ابن الزبير بـ مكة، من أهل مصر وغيرهم، فيهم حوشب بن يزيد، وأبو الورد حجر بن عمرو، وغيرهم، فأظهروا التحكيم ودعوا إليه. فاستعظم الجند ذلك. وبايعه الناس على غل في قلوب ناس من شيعة بني أمية، منهم كريب بن أبرهة الأصبحي، ومقسم بن بجرة التجيبي، وزياد بن حناطة التجيبي، وعابس بن سعيد، وغيرهم.
ثم بويع مروان بن الحكم بـ الشام في ذي القعدة سنة أربع وستين هجرية. وكانت شيعته من أهل مصر دعوه إليها، وهم في العلانية مع ابن جحدم. وسار مروان إلى مصر ومعه خالد بن يزيد بن معاوية، وعمرو بن سعيد، وعبد الرحمن بن الحكم، وزفر بن الحارث، وحسان بن بحدل، ومالك بن هبيرة السكوني، في أشراف كثير. وبعث ابنه عبد العزيز في جيش إلى أيلة، ورجا أن يدخل مصر من تلك الناحية.
وأجمع ابن جحدم على حربه ومنعه. فأشار عليه الجند بحفر خندق يُخندق به على الفسطاط. فأمر بحفره، فحُفر في شهر واحد. قال ابن أبي زمزمة الخشني:
وَما الجِدّ إلا مثلُ جِدّ ابن جَحدَمٍ... وَما العَزْمُ إلاّ عَزْمُهُ يَوْمَ خَندَقِ
ثَلاثونَ ألْفاً هُمْ أثاروا تُرابَهُ... وَخَدّوهُ في شهرٍ؛ حدَيثُ مُصَدَّقِ
وهو الخندق الذي في مقبرة الفسطاط اليوم.
وبعث ابن جحدم بمراكب في البحر، ليخالف إلى عيال أهل الشام، عليها الأكدر بن حمام اللخمي. وقطع بعثاً في البر، استعمل عليهم السائب ابن هشام بن كنانة العامري. وبعث بجيش آخر عليهم زهير بن قيس البلوي إلى أيلة، ليمنع عبد العزيز من المسير إليها. فأما جيش السائب بن هشام، فإن روح بن زنباع أخبر مروان أن السائب له ابن مسترضع بفلسطين، فأخذه مروان. فلما التقوا أبرز إليه الصبي فقال: أتعرف هذا يا سائب؟ قال: هذا ابني. قال: نعم، فوالله لئن لم ترجع عودك على بدئك لأرمينك برأسه. فرجع السائب بجيشه ذلك ولم يقاتل. فسميّ جيشه جيش الكرارين.
وأما المراكب فنزل عليها عاصف فغرقها، ونجا بعضها، ونجا أميرها الأكدر، وعاد إلى الفسطاط.
وأما زهير بن قيس، فلقي عبد العزيز بن مروان ببصاق، وهي سطح عقبة أيلة. فقاتله فانهزم زهير ومن معه. قال نصيب لعبد العزيز:
مَنَعتَ بُصاقاً وَالبِطاحَ فَلمْ تُرَمْ... بطاحُكَ لمّا أن حَميتَ ذمارَكا
قَسَرْتَ الألى وَلّوا عَنِ الأمرِ بَعدما... أرادوا عَلَيْهِ، فَاعْلَمَنّ، اقْتِسارَكا
وسار مروان حتى نزل عين شمس. فخرج ابن جحدم في أهل مصر. فتحاربوا يوماً أو يومين، ثم رجعوا إلى خندقهم، فصفوا عليه. فكانت تلك الأيام تسمى أيام الخندق والتراويح، لأن أهل مصر كانوا يقاتلون نوباً: يخرج هؤلاء ثم يرجعون، ثم يخرج غيرهم. واستمر القتال في المعافر، فقُتل جمع منهم، وقُتل كثير من أهل القبائل من أهل مصر. وقُتل من أهل الشام أيضاً جمع كثير. قال عبد الرحمن بن الحكم:
ألا هَلْ أتاها عَلى نَأيِها... نِباءُ التّراويحِ وَالخَنْدَقِ
بلغنا بفَيلقَ يَغشى الظّرابَ... بَعيدِ السّمُوّ لِمَنْ يَرْتَقىْ
وَجاشَتْ لَنا الأرْضُ مِن نحوِهِمْ... بِحَيّيْ تُجيبَ وَمِنْ غافِقِ
وَأحْياءِ مَذْحِجَ وَالأشْعَرِين... وَحِمْيَرَ كَاللّهَبِ المُحْرِقِ
وَسَدّتْ مَعافِرُ أُفْقَ البِلادِ... بمُرْعِدِ جَيْشٍ لهَا مُبْرِقِ
وَنادى الكُفاةُ ألا فَابْرُزُوا... فَحَتّامَ حَتى وَلا نَلْتَقي
فَلَوْ كُنْتِ رَمْلَةُ شاهَدْتِهِ... تَمَنّيْتِ أنّكِ لَمْ تُخْلَقي
ثم أن كريب بن أبرهة، وعابس بن سعيد، وزيادة بن حناطة، وعبد الرحمن بن موهب المعافري، قاموا في الصلح بين أهل مصر وبين مروان، على أن لا يكشف ابن جحدم على أمر جرى على يديه، ويدفع إليه مالاً وكسوة. فأجاب مروان إلى ذلك. وكتب لهم بيده كتاباً يؤمنهم على جميع ما أحدثوه.
ودخلها مروان لغرة جمادى الأولى سنة خمس وستين هجرية. فكانت مدة مقام ابن جحدم والياً عليها، من يوم دخلها إلى دخول مروان، تسعة أشهر. ونزل مروان دار الفلفل التي في قبلة مسجد الجامع اليوم، وقال: إنه لا ينبغي لخليفة أن يكون ببلد ليس فيه دار. فأمر بالدار البيضاء فبُنيت له، ووضع العطاء. فبايعه الناس إلا نفر من المعافر، قالوا: لا نخلع بيعة ابن الزبير.
قال ابن قديد حدثنا يحيى بن عثمان قال: حدثنا أبو صالح، عن الليث بن سعد قال: «قتل مروان ثمانين رجلاً من المعافر، دعاهم إلى أن يبايعوا، فأبوا وقالوا: إنا قد بايعنا ابن الزبير طائعين، فلم نكن لننكث بيعته. فقدمهم رجلاً رجلاً، فضرب أعناقهم. وضرب عنق الأكدر ابن حمام بن عامر بن صعب، وكان سيد لخم وشيخها، وحضر فتح مصر هو وأبوه، وكانا ممن سار إلى عثمان».
وقال يحيى بن أبي معاوية التجيبي حدثني خلف بن ربيعة الحضرمي قال: حدثني أبي ربيعة بن الوليد، عن موسى بن علي بن رباح، عن أبيه قال: " كنت واقفاً بباب مروان، حين أُتي بالأكدر ليس معه أحد من قومه. فأُدخل على مروان، فلم يكن شيء أسرع من قتله. وتنادى الجند قُتل الأكدر، فلم يبق أحد حتى لبس سلاحه. فحضر باب مروان منهم زيادة على ثلاثين ألفاً. وخشي مروان وأغلق بابه. ومضت طائفة منهم إلى كريب بن أبرهة، فلقوه وقد توفيت امرأته بسيسة بنت حمزة بن يشرح بن عبد كلال، فهو مشغول بجنازتها. فقالوا: يا أبا رشدين، أيُقتل الأكدر؟ أركب معنا إلى مروان. قال: انتظروني حتى أُغيّب هذه الجنازة. فغيّبها ثم أقبل معهم، فدخل على مروان فقال: إلي يا أبا رشدين. فقال: بل إليّ يا أمير المؤمنين. فأتاه مروان. فألقى عليه كريب رداءه، وقال للجند: انصرفوا، أنا له جار. فوالله ما عطف أحد منهم، وانصرفوا إلى منازلهم. وكان قتل الأكدر للنصف من جمادى الآخرة سنة خمس وستين. ويومئذ توفي عبد الله بن عمرو بن العاص، فلم يستطع أن يخرج بجنازته إلى المقبرة، لتشغب الجند على مروان، فدفن في داره. قال زياد بن قائد اللخمي:
كمَا لَقِيَتْ لَخْمُ ما سَاءَها ... بِأكْدَرَ، لا يَبْعَدَنْ أكْدَرُ
هُوَ السّيْفُ أُجْرِدَ مِنْ غِمْدِهِ ... فَلاقَى المَنايا وَما يَشْعُرُ
فَلهْفَى عَلَيْكَ غَداةَ الرّدى ... وَقَدْ ضاقَ وِرْدُكَ وَالمَصْدَرُ
وَأنْتَ الأسيرُ بِلا مَنْعَةٍ ... وَما كانَ مِثْلُكَ يَسْتَأسِرُ
وجعل مروان صلاة مصر وخراجها إلى ابنه عبد العزيز بن مروان.
قال ابن قديد حدثني عبيد الله بن سعيد بن عفير، عن أبيه قال: أخبرني المغيرة ابن الحسن بن راشد، عن حرملة بن عمران التجيبي قال: "أقام مروان بمصر شهرين ثم جعل ولاية مصر إلى ابنه عبد العزيز، جعل إليه صلاتها وخراجها. فقال عبد العزيز: يا أمير المؤمنين، كيف المقام ببلد ليس به أحد من بني أبي؟ فقال له مروان: يا بني، عمهم بإحسانك يكونوا كلهم بني أبيك، واجعل وجهك طلقاً تصف لك مودتهم، وأوقع إلى كل رئيس منهم أنه خاصتك دون غيره يكن عيناً لك على غيره، وينقاد قومه إليك، وقد جعلت معك أخاك بشراً مؤنساً، وجعلت لك موسى بن نصير وزيراً ومشيراً، وما عليك يا بني أن تكون أميراً بأقصى الأرض، أليس ذلك أحسن من إغلاق بابك وخمولك في منزلك؟ وقال أيمن بن خريم بن فاتك الأسدي:
إذا ما اسْتَبْدَلوا أرْضاً بِأرْضٍ ... لِذي العَقِبِ التّداوُلُ وَالطَّواءُ
فَبِالأرْضِ الّتي نَزَلوا مُناهُمْ ... وَبِالأرْضِ الّتي تَرَكوا اللّقاءُ
قال موسى بن حسن بن موسى أخبرنا حرملة بن عمران، أن عبد العزيز بن مروان قال: «أوصاني مروان حين ودعته مخرجه من مصر إلى الشام، فقال: أوصيك بتقوى الله في سر أمرك وعلانيتك، فإن الله مع الذين اتقوا والذين هم محسنون؛ وأوصيك أن لا تجعل لداعي الله عليك سبيلاً، فإن المؤذنين يدعون إلى فريضة افترضها الله عليك (إنّ الصّلاةَ كانَتْ عَلى المُؤمِنينَ كِتاباً مَوْقوتاً)؛ وأوصيك ألا تعد الناس موعداً إلا أنفذته، وإن حملت على الأسنة؛ وأوصيك ألا تعجل في شيء من الحكم حتى تستشير، فإن الله، عز وجل، لو أغنى أحداً عن ذلك لأغنى نبيه محمداً، صلى الله عليه وسلم، عن ذلك بالوحي الذي يأتيه، قال الله، عز وجلّ: (وَشاوِرْهُمْ في الأمْرِ).» وخرج مروان من مصر لهلال رجب سنة خمس وستين هجريا. فكان مقامه بمصر، من يوم دخلها إلى خروجه عنها، شهرين. وكان على شرطه في مقامه بها عمرو ابن سعيد بن العاص.